# John Dickinson & Co.

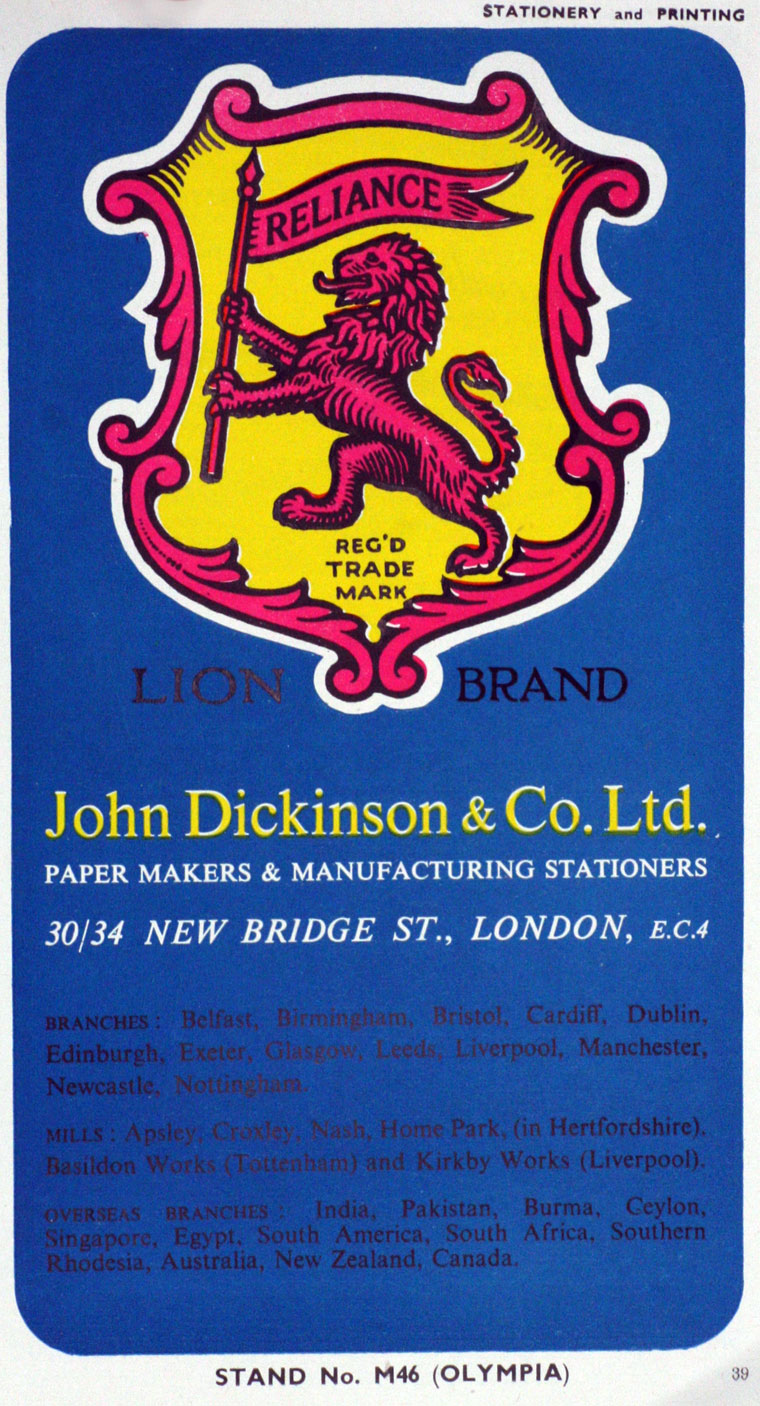
Werbeanzeige von John Dickinson & Co. mit ihrem Firmenlogo „Lion Brand“

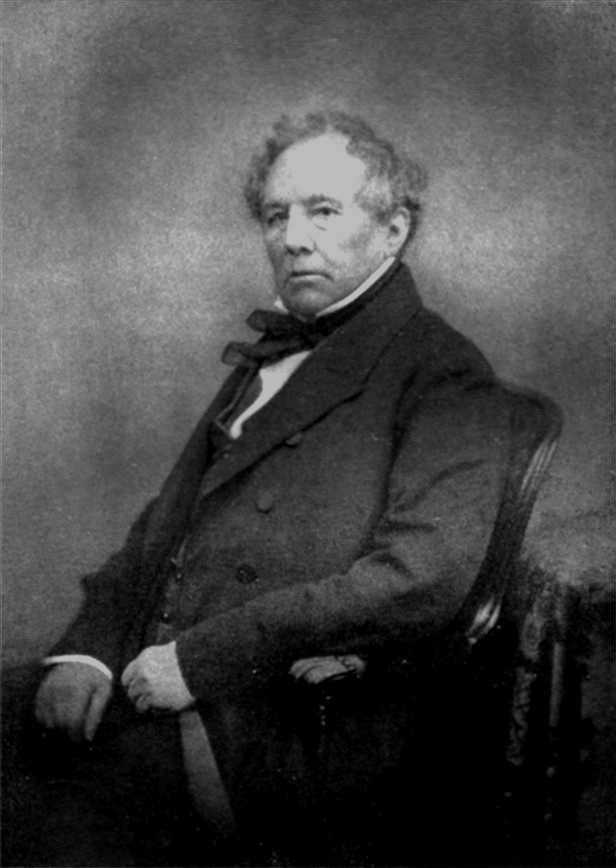
Unternehmensgründer John Dickinson

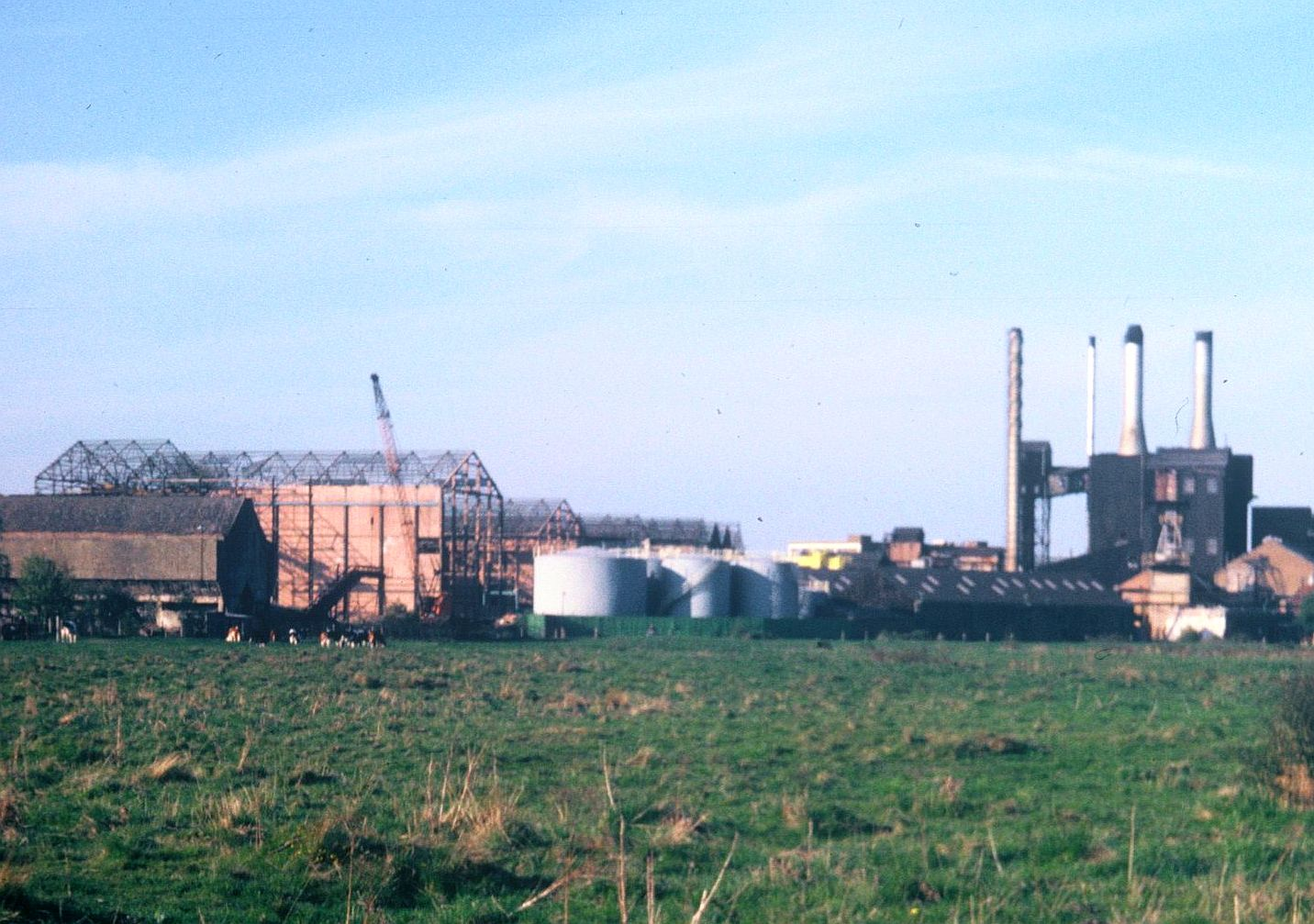
„Croxley Paper Mills“ (abgerissen 1982)

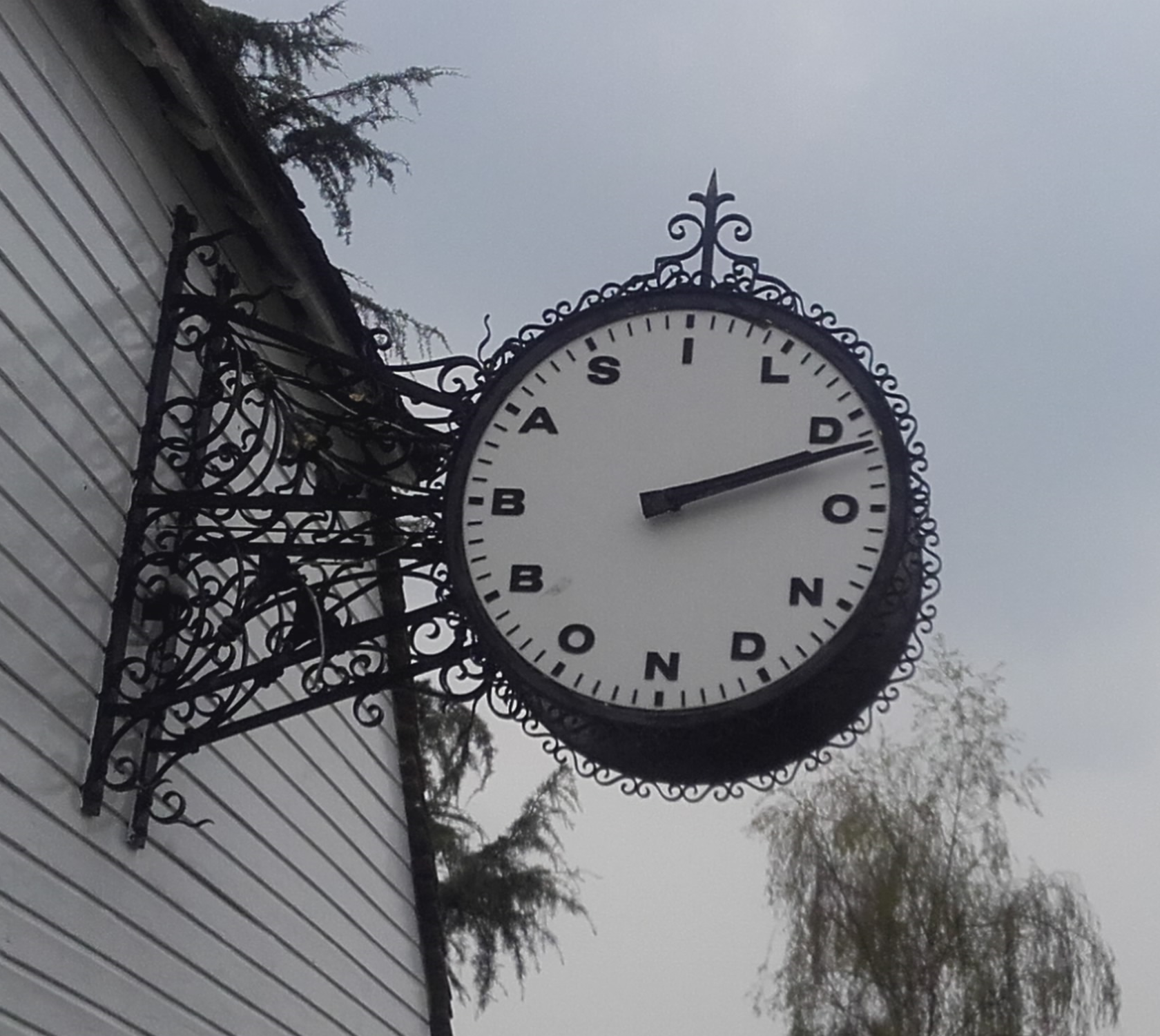
Die Basildon Bond Uhr der Nash Mill, Apsley

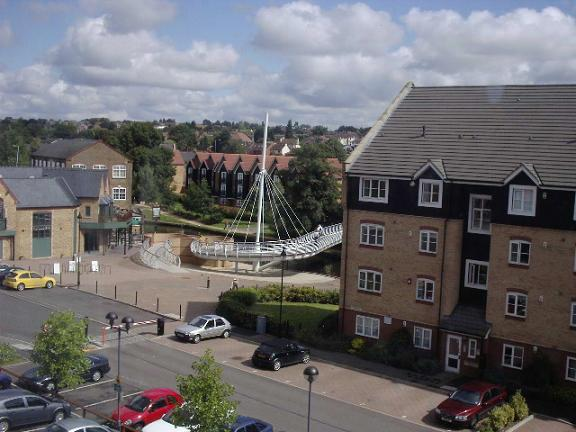
John Dickinson & Co's frühere Apsley Mill, 2011 abgerissen und in Wohngebiet umgewandelt

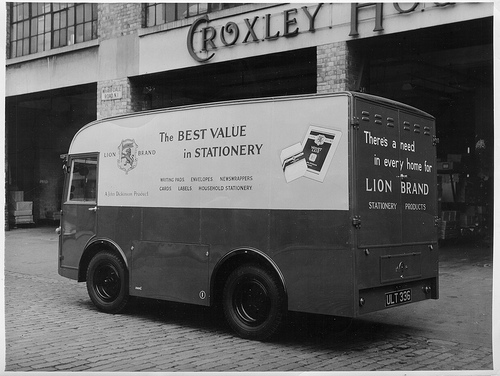
Elektrischer Lieferwagen von John Dickinson & Co. (1959) mit dem Firmenlogo „Lion Brand“

John Dickinson & Co. Limited war ein führender britischer Hersteller von Papier und Schreibwaren. Gegründet 1804 in Apsley, Hertfordshire von dem Erfinder John Dickinson, tat sich das Unternehmen im 19. Jahrhundert durch eine Reihe von Innovationen in der Papierherstellung hervor. 1966 wurde es im Zuge einer Fusion Teil der „Dickinson Robinson Group“ (DRG). Nach verschiedenen Besitzerwechseln verschwand der Name „John Dickinson“ 2008 endgültig.

## Geschichte
Das Unternehmen wurde als John Dickinson & Sons 1804 in Apsley (Hertfordshire) von John Dickinson (1782–1869) gegründet. Dieser hatte zuvor ein Verfahren zur kontinuierlichen maschinellen Herstellung von Papier entwickelt. Dickinson ließ seine Erfindungen 1809 patentieren und gewann im selben Jahr die finanzielle Unterstützung des britischen Parlamentariers George Longman (1776–1822), dessen Familie das Verlagshaus Longman besaß. Er gründete Papiermühlen in Apsley (eine ehemalige Getreidemühle), in Nash Mill (eine ehemalige mittelalterliche Getreidemühle) 1811 und in Croxley 1830. Der Schiffskanal „Grand Junction Canal“ (Eröffnet 1800 und seit 1929 Teil des „Grand Union Canal“) verband Apsley, Nash Mills und Croxley miteinander und diente als Transportweg für Rohstoffe und Fertigprodukte. Die Papiermühlen in Apsley und Nash Mills wurden durch die Wasserkraft des River Gade angetrieben.
1850 stieg das Unternehmen in die Herstellung von Briefumschlägen ein. Hierzu kaufte John Dickinson & Sons zwar eine von dem Franzosen Amédée François Rémond neu entwickelte Maschine, begann aber dann diese weiterzuentwickeln.
Nach dem Tod von John Dickinson führten dessen Schwiegersohn Sir John Evans (1823–1908) und sein Sohn Lewis Evans (1853–1930, jüngerer Bruder des Archäologen Sir Arthur Evans) das Unternehmen. Nachdem sich John Evans aus dem Unternehmen 1885 zurückgezogen hatte, wurde es im folgenden Jahr von einer Personen- in eine Kapitalgesellschaft mit einem Stammkapital von £500.000 umgewandelt und in „John Dickinson & Co. Limited“ umbenannt. Gleichzeitig begann sich die Firma mehr auf Briefumschläge zu konzentrieren, da die Papierherstellung nicht mehr so profitabel war. Während die Papiermühle in Apsley stillgelegt und zur Briefumschlagfabrik umgebaut wurde, wurde die Papierproduktion in der moderneren Papiermühle Croxley Mill konzentriert.
Bis 1888 produzierte John Dickinson & Co. in Nash Mills auch seine eigenen Papier- und Briefumschlagmaschinen. Dieser Unternehmensbereich wurde dann aber schrittweise nach Apsley Mill verlegt und bis 1903 zu einer reinen Reparaturabteilung reduziert.
Ebenfalls 1903 entschloss sich John Dickinson & Co. den Export seiner Produkte nicht mehr fremden Handelshäusern zu überlassen, sondern dazu eine eigene Exportabteilung einzurichten. Zwei frühere Versuche eigene Auslandsniederlassung zu errichten, 1880 in Kalkutta (Indien) und 1894 in Südafrika, waren fehlgeschlagen. Erst mit dem Ende des Ersten Weltkriegs gelang es bis 1930 ein Netzwerk von Produktionsstätten und Vertriebsbüros im insgesamt 13 Kolonien bzw. Dominions des Britischen Weltreiches zu errichten: Ägypten, Australien, Birma (seit 1989 Myanmar), Britisch-Ceylon (seit 1972 Sri Lanka), British Malaya (seit 1965 Singapur), Kenia, Britisch-Indien (seit 1947 Indien und Pakistan), Kanada, Neuseeland, Südafrika, Südrhodesien (seit 1980 Simbabwe), Zypern. Anfang des 20. Jahrhunderts wurde der „Lion Brand“ als Unternehmenskennzeichen für das Exportgeschäft eingeführt, dann aber ab 1910 als Logo für die ganze John Dickinson Gruppe verwendet.
Noch kurz vor Ausbruch des Ersten Weltkriegs bezog John Dickinson & Co. seine erste Briefumschlagmaschine von dem deutschen Maschinenbauer Winkler & Dünnebier in Neuwied. Ein Auftrag über weitere vier Maschinen folgte, die Auslieferung musste jedoch wegen des Kriegsausbruchs über die neutralen Niederlande erfolgen. Zusätzlich erwarb Dickinson die britischen Patente des deutschen Unternehmens und sicherte sich so die alleinigen Vertriebsrechte für diese Maschinen in Großbritannien und seine Dominions.
1917 wurden die Aktien von John Dickinson & Co. an der London Stock Exchange notiert. Im folgenden Jahr, noch vor dem Ende des Ersten Weltkriegs, erwarb John Dickinson & Co. seinen bedeutendsten Konkurrenten „Millington and Sons“ (gegr. 1824 in London), Eigentümer der 1911 eingeführten edlen Briefpapiermarke „Basildon Bond“. Diese wurde 1932 zum Marktführer in Großbritannien. Mit der Firma Winkler & Dünnebier nahm Dickinson nach dem Krieg wieder seine alten Geschäftsbeziehungen auf. Weitere Maschinen und Patente für Großbritannien wurden erworben und der Vertrieb der Briefumschlagmaschinen in Großbritannien und seinen Dominions fortgesetzt.
Mit dem Ausbruch des Zweiten Weltkriegs 1939 stellte John Dickinson & Co. seine Werke entsprechend den Vorgaben der britischen Regierung auf Kriegsproduktion um. Hierzu zählten nicht nur Papier und Karton für die Munitionsproduktion, sondern auch die Fertigung von Einzelteilen für die Produktion von Kampfflugzeugen (z. B. Benzintanks und -pumpen).
Wenn auch behindert durch die Rationierung von Rohstoffen und Energie, begann nach dem Kriegsende 1945 wieder die Herstellung ziviler Produkte. Außerdem musste die kriegsbedingte Unterbrechung der Kontakte mit den ausländischen Niederlassungen wiederhergestellt werden. 1946 ging in Kirkby, (bei Liverpool) eine neue Briefumschlagfabrik in Betrieb und auf der Industriemesse „British Industries Fair“ in Birmingham 1947 konnte John Dickinson & Co. bereits wieder mit einem breiten Angebot von Schreibwaren werben.
Im Rahmen der weiteren Expansion von John Dickinson & Co. wurde 1963 in Apsley eine neue 250.000 sq ft große Schreibwarenfabrik eröffnet, zwei Jahre später gefolgt von der Gründung der „John Dickinson & Co. (West Indies) Ltd.“ in Trinidad und Tobago.

### Dickinson Robinson Group
1966 schloss sich „John Dickinson & Co. Ltd.“ mit dem Verpackungshersteller „E. S. & A. Robinson“ aus Bristol zur „Dickinson Robinson Group Ltd“ (DRG) zusammen, einem der weltgrößten Schreibwaren- und Verpackungsunternehmen. Zwischen 1974 und 1979 erwarb DRG die Firmen „Papeteries de La Couronne“, „J. Arthur Dixon“, „Royal Sovereign“ und „John Heath“. 1989 wurde DRG jedoch selber von dem Corporate Raider Roland Franklin mittels seiner Investmentfirma „Pembridge Investments“ in einem Leveraged Buyout für £900 Millionen übernommen.

### Zerschlagung
″Pembridge Investments″ zerlegte unter Führung von Martin E. Franklin (* 1964, Sohn von Roland Franklin) die ″Dickinson Robinson Group″ in ihre Einzelteile und verkauft diese mit Gewinn an andere Unternehmen weiter:
- 1990 wurden die Papiermühlen von DRG, Nash Mills, Keynsham Paper Mill und Fife Paper Mills, an die südafrikanische „Sappi“ verkauft. Diese wurden später von Sappi geschlossen, so wie sie mit allen anderen Papiermühlen gemacht hatten, die sie in Großbritannien erworben hatten (Kymmini Oy, Blackburn Mill und Wolvercote Mill).

- 1990 wurde der Bereich „DRG Stationery“ an die Schweizer „Biber Holding AG“ verkauft und von dieser in „John Dickinson Stationery“ umbenannt. Nachdem Biber 1996 in Konkurs gegangen war, wurde die „John Dickinson Stationery“ an die britische „Spicers Ltd.“, damals ein Tochterunternehmen der „DS Smith“ weiterverkauft. Der Unternehmenssitz wurde von Apsley in das Dorf Sawston, südlich von Cambridge, verlegt. Im Jahr  2005 erwarb das Französische Unternehmen „Groupe Hamelin“ die „John Dickinson Stationery“ und benannte es 2008 in „Hamelin Brands“ um. Der Firmensitz wurde nach Red Lodge in Suffolk verlegt.[2]

- 1992 wurde ″DRG Packaging″ von der ″Bowater plc″ (später ″Rexam″) gekauft.